# Florence Delaporte
Pour les articles homonymes, voir Delaporte.
Florence Delaporte, née en 1959 à Rouen, est une traductrice et autrice française.

## Biographie
L'enfance de Florence Delaporte se déroule à Rouen. Elle effectue ensuite ses études aux États-Unis (Université de Wayne State  à Détroit en 1979-1980), en Allemagne (Université de Fribourg-en-Brisgau en 1980-1981)  puis en France (Université de Poitiers en 1990-1991). Elle travaille dans le monde des bibliothèques,.

## Œuvres

### Romans
- Je n’ai pas de château, Paris, Éditions Gallimard, coll. « Blanche », 1998, 177 p.  (ISBN 2-07-075282-8)

- Prix Wepler 1998 et prix Gironde-Nouvelles-Ecritures 1999
- Le Poisson dans l’arbre, Paris, Éditions Gallimard, coll. « Haute Enfance », 2001, 184 p.  (ISBN 2-07-076104-5)
- Les enfants qui tombent dans la mer, Paris, Éditions Gallimard, coll. « Blanche », 2002, 271 p.  (ISBN 2-07-076664-0)
- La Chambre des machines, Paris, Éditions Gallimard, coll. « Blanche », 2005, 219 p.  (ISBN 2-07-077626-3)
- Terre Neuve, Paris, Éditions Gallimard, coll. « Blanche », 2010, 152 p.  (ISBN 978-2-07-012860-0)
- Deux livres de chair, Paris, F. Bourin Éditeur, 2016, 282 p.  (ISBN 979-10-2520-164-0)
- Hors d'ici, Paris, Le Cherche midi, 2020, 156 p.  (ISBN 978-2-7491-6463-2)
- Les Champs captants, Paris, R. Laffont, 2023, 251 p.  (ISBN 978-2-221-25380-9)

### Enfance
- À quoi rêve Crusoé ?, Rodez, France, Éditions du Rouergue, coll. « Dacodac », 2012, 119 p.  (ISBN 978-2-8126-0446-1)
- Amour ennemi, Paris, Éditions Oskar, 2013, 133 p.  (ISBN 979-10-214-0007-8)

### Biographies
- Sœur Sourire. Brûlée aux feux de la rampe , Paris, Éditions Plon, 1996, 244 p.  (ISBN 2-259-18412-X)

### Traductions
- Petite Alice aux merveilles de Lewis Carroll, ill. Emmanuel Polanco, Paris, Éditions Gallimard, coll. «Hors-série Giboulées», 2013, 42 p.   (ISBN 978-2-07-064614-2)